# Reconquista da Galiza

O Reino das Astúrias em 800.

A Reconquista da Galiza foi a recuperação para o domínio cristão da Galiza, no noroeste da península Ibérica, pelo rei Afonso das Astúrias, genro e segundo sucessor de Pelágio.

## História
Em 711, a península Ibérica, então controlada na sua totalidade pelo Reino Visigótico, foi invadida pelas tropas do Califado Omíada e na Batalha de Guadalete o general Tárique destroçou o rei Rodrigo, que morreu na acção. Os muçulmanos rapidamente ocuparam então a península até aos montes Cantábricos. Em 715, os generais Tárique e Muça Ibn Nusayr subiram o rio Ebro com as suas tropas, Muça tomou o caminho de Saragoça ao passo que Tárique invadiu o País Basco. Reunidos os dois exércitos novamente, seguiram em direcção a Leão e Galiza, província que se estendia até ao rio Douro.
A invasão da Galiza por Tárique e Muça deu-se entre 713 e 716. Após conquistarem Braga, os muçulmanos transpuseram o rio Minho. Transposto o rio, Tui, cidade episcopal, opôs resistência mas foi conquistada e saqueada, tendo muitos dos seus habitantes, incluindo o bispo e muitos clérigos, sido reduzidos à escravatura. Orense também resistiu mas foi conquistada e destruída. Lugo, a única cidade fortificada da região, rendeu-se e foi ocupada mas os seus melhores cidadãos foram encaminhados para África. Bretonha foi destruída. Musa Ibn Nusayr encontrava-se em Astorga ou Lugo quando recebeu ordens do Califa Walid para regressar a Damasco.
Nem toda a Galiza foi ocupada. A presença muçulmana limitou-se às maiores cidades. As montanhosas terras do ocidente, centro e norte da Galiza não conheceram a autoridade de Córdova a seguir à partida de Muça. Muita gente do sul, desde toledanos a coimbrões, incluindo os bispos de Lamego, Tui e Coimbra refugiaram-se nas terras da diocese de Iria, entre o rio Ulha e o Minho, que se manteve livre de ocupação muçulmana.
A maioria das tropas muçulmanas na Galiza eram berberes. Em 740, os berberes instalados a norte do Douro amotinaram-se contra o Califado devido, entre outras coisas, a injustiças na atribuição de terras, abandonaram as cidades ou castelos que haviam ocupado e rumaram ao sul. Pelágio morreu em 737 e o seu sucessor, Fáfila, foi morto por um urso dois anos depois. Sucedeu-lhe o cunhado, Afonso I das Astúrias, a quem se deveu a reconquista da Galiza.
Lugo foi reocupada por Afonso I sem resistência em 741. Também foi reconquistada Tui. A diocese de Iria reconheceu a autoridade de Afonso I. No seu reinado, toda a Galiza foi recuperada aos mouros.